# Gadi Luzzatto Voghera
Gadi Luzzatto Voghera (Venezia, 24 aprile 1963) è uno storico italiano, da settembre 2016 direttore della Fondazione centro di documentazione ebraica contemporanea (CDEC) di Milano.

## Biografia
Figlio di Amos Luzzatto e Laura Voghera, si è diplomato nel 1983 alla "Rothberg School for Overseas Students at the Hebrew University of Jerusalem". Laureato in storia all'Università Ca' Foscari di Venezia nel 1989 con una tesi sull'Antisemitismo in Italia e in Francia alla vigilia dell'affare Dreyfus. Ha conseguito il dottorato presso la Scuola Superiore di Studi Storici dell'Università di San Marino con uno studio sull'emancipazione degli ebrei in Italia.
Ha insegnato Storia Contemporanea e Storia degli ebrei presso l'Università Ca' Foscari di Venezia e al Boston University Study Abroad Program a Padova. È stato il direttore scientifico della Biblioteca e dell’Archivio della Comunità Ebraica di Venezia.
Dal 2016 dirige la Fondazione CDEC, Centro di Documentazione Ebraica Contemporanea, a Milano.
Le sue aree di ricerca comprendono la storiografia degli ebrei in Italia nel XIX e XX secolo, la storia delle istituzioni rabbiniche, la secolarizzazione ebraica in Europa, l'antisemitismo.

## Vita privata
È sposato e ha 2 figli.

## Opere

### Libri
- Sugli ebrei. Domande su antisemitismo, sionismo, Israele e democrazia, Bollati Boringhieri, 2024, ISBN 978-88-339-4361-9
- Antisemitismo, Milano, Editrice Bibliografica, 2018, ISBN 978-88-935-7027-5.
- No distinction of race or religion : Rotary in Italy, Jews, and the antisemitic persecution, 1923-1938, Genova, Erredi Grafiche Editoriali, 2013, ISBN 978-88-95023-34-2.
- Rabbini, Roma-Bari, Laterza, 2011, ISBN 978-88-420-9726-6.
- Biblioteca Archivio Renato Maestro in Fotografia e memoria - Photography and memory, Venezia, Grafiche Nardin per conto di Biblioteca Archivio Renato Maestro della Comunità Ebraica di Venezia, 2010, ISBN 978-88-904-7540-5.
- Antisemitismo a sinistra, Torino, Einaudi, 2007, ISBN 978-88-061-8780-4.
- Gadi Luzzatto Voghera con E. Perillo, Pensare e insegnare Auschwitz. Memorie storie apprendimenti, Milano, Franco Angeli, 2004, ISBN 978-88-464-5608-3.
- Il prezzo dell'eguaglianza. Il dibattito sull'emancipazione degli ebrei in Italia (1781-1848), Milano, Franco Angeli, 1998 (II ediz. 2000), ISBN 978-88-464-0725-2.
- L'antisemitismo. Domande e risposte, Milano, Feltrinelli, 1994, ISBN 978-88-078-1289-7.
- Gadi Luzzatto Voghera con David Bidussa e Amos Luzzatto, Oltre il ghetto. Momento e figure della cultura ebraica in Italia fra l’Unità e il fascismo, Brescia, Morcelliana, 1992.

### Articoli
- Linee interpretative nella storia della Shoah, Nuova Secondaria, anno XXVIII, n.5, 2011.